# 阮福綿𡫁
阮福綿𡫁（越南语：／；1835年9月21日—1882年2月4日），越南阮朝明命帝第七十子，生母宮人陳氏雅。
明命十六年七月二十九日（1835年9月21日），阮福綿𡫁在順化皇城出生。年少好學。嗣德五年（1852年）二月，受封為厚祿郡公（越南语：／）。嗣德三十四年十二月十六日（1882年2月4日），阮福綿𡫁去世，壽四十七歲，賜諡恭亮。葬於承天府香水縣野犁總清水社，在香水縣安舊總安舊社建祠祭祀。

## 子女
阮福綿𡫁有13子7女。後裔按御賜虍字部起名。
- 長子阮福洪處，襲封畿外侯。
- 次子阮福洪𧇃
- 四子阮福洪䖒
  - 孫阮福膺號，襲封佐國卿。